# Феджецел (Фрумоаса, Харгіта)
Феджецел (рум. Făgețel) — село у повіті Харгіта в Румунії. Входить до складу комуни Фрумоаса.
Село розташоване на відстані 225 км на північ від Бухареста, 15 км на північний схід від М'єркуря-Чука, 146 км на південний захід від Ясс, 93 км на північ від Брашова.

## Географія
Селом протікає річка Тротуш.

## Населення
За даними перепису населення 2002 року у селі проживали 130 осіб.
Національний склад населення села:
| Національність | Кількість осіб | Відсоток |
| -------------- | -------------- | -------- |
| угорці         | 66             | 50,8%    |
| румуни         | 64             | 49,2%    |

Рідною мовою назвали:
| Мова      | Кількість осіб | Відсоток |
| --------- | -------------- | -------- |
| угорська  | 67             | 51,5%    |
| румунська | 63             | 48,5%    |